# Хањ Хоа
Хањ Хоа (виј. Khánh Hòa) је једна од 58 покрајина Вијетнама. Налази се у региону Јужна Централна Обала. Заузима површину од 5.217,6 km². Према попису становништва из 2009. у покрајини је живело 1.157.604 становника. Главни град је Ња Чанг.